# Carex euprepes
Carex euprepes är en halvgräsart som beskrevs av Ernest Nelmes. Carex euprepes ingår i släktet starrar, och familjen halvgräs. Inga underarter finns listade i Catalogue of Life.